# Vuelta a Burgos 2011

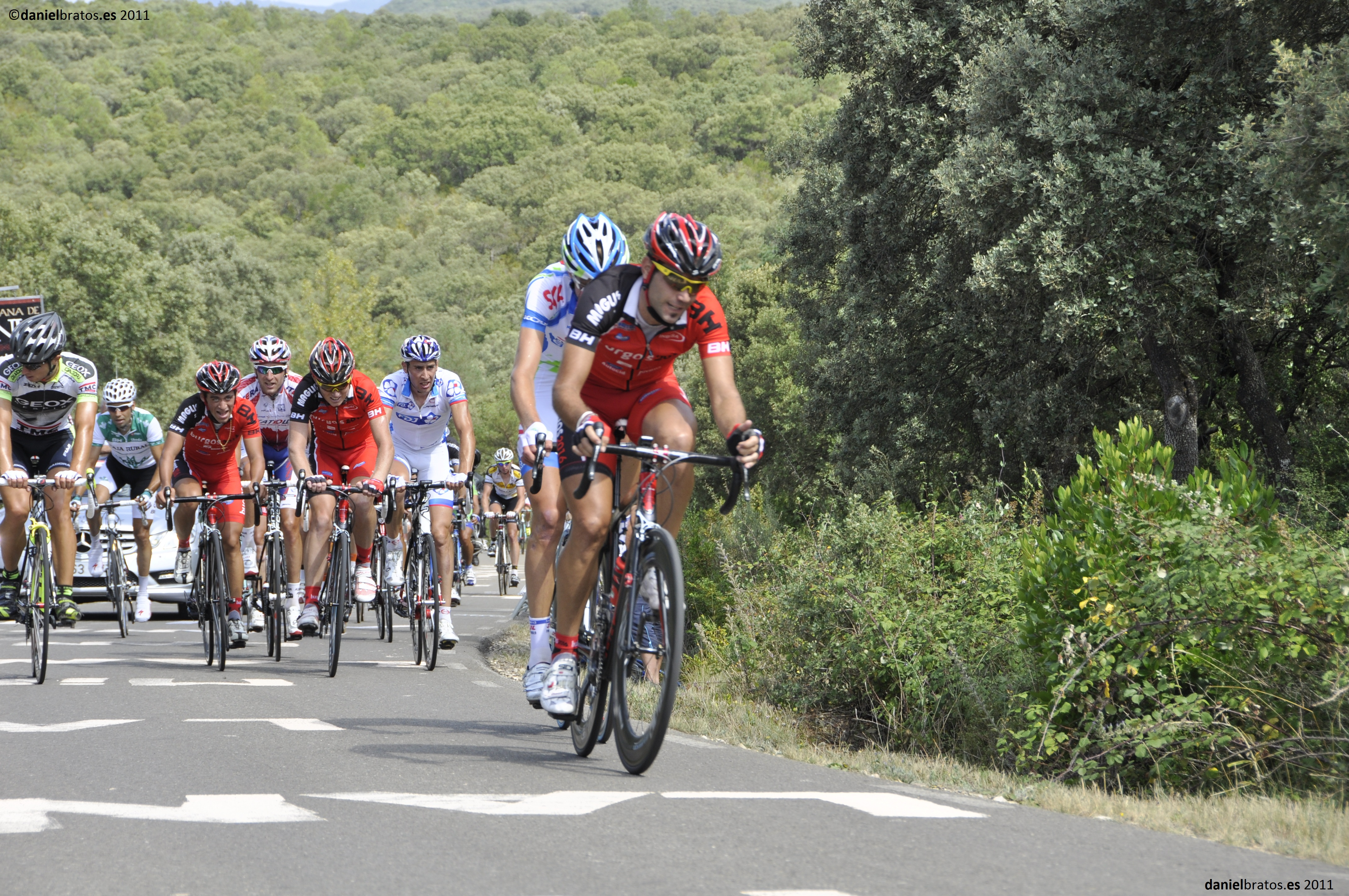
Immagine della corsa Vuelta a Burgos

La Vuelta a Burgos 2011, trentatreesima edizione della corsa, si svolse dal 3 al 7 agosto 2011 su un percorso di 646 km ripartiti in 5 tappe, con partenza da Villarcayo e arrivo a Lagunas de Neila. Fu vinta dallo spagnolo Joaquim Rodríguez della Katusha Team davanti ai suoi connazionali Daniel Moreno e Juan José Cobo.

## Tappe
| Tappa  | Data     | Percorso                                    | km   | Vincitore di tappa | Leader cl. generale |
| ------ | -------- | ------------------------------------------- | ---- | ------------------ | ------------------- |
| 1ª     | 3 agosto | Villarcayo > Miranda de Ebro                | 168  | Samuel Sánchez     | Samuel Sánchez      |
| 2ª     | 4 agosto | Burgos > Burgos                             | 144  | Joaquim Rodríguez  | Joaquim Rodríguez   |
| 3ª     | 5 agosto | Pradoluendo > Belorado (cron. a squadre)    | 11,6 | Movistar Team      | Joaquim Rodríguez   |
| 4ª     | 6 agosto | Roa de Duero > Clunia                       | 168  | Daniel Moreno      | Joaquim Rodríguez   |
| 5ª     | 7 agosto | Areniscas de los Pinares > Lagunas de Neila | 155  | Mikel Landa Meana  | Joaquim Rodríguez   |
| Totale | Totale   | Totale                                      | 646  |                    |                     |

## Dettagli delle tappe

### 1ª tappa
- 3 agosto: Villarcayo > Miranda de Ebro – 168 km

| Pos. | Corridore         | Squadra      | Tempo    |
| ---- | ----------------- | ------------ | -------- |
| 1    | Samuel Sánchez    | Euskaltel    | 3h51'07" |
| 2    | Joaquim Rodríguez | Katusha Team | s.t.     |
| 3    | Sergio Pardilla   | Movistar     | a 4"     |

| Pos. | Corridore         | Squadra      | Tempo    |
| ---- | ----------------- | ------------ | -------- |
| 1    | Samuel Sánchez    | Euskaltel    | 3h51'07" |
| 2    | Joaquim Rodríguez | Katusha Team | s.t.     |
| 3    | Sergio Pardilla   | Movistar     | a 4"     |

### 2ª tappa
- 4 agosto: Burgos > Burgos – 144 km

| Pos. | Corridore         | Squadra      | Tempo    |
| ---- | ----------------- | ------------ | -------- |
| 1    | Joaquim Rodríguez | Katusha Team | 3h26'22" |
| 2    | Daniel Moreno     | Katusha Team | a 3"     |
| 3    | Samuel Sánchez    | Euskaltel    | a 7"     |

| Pos. | Corridore          | Squadra      | Tempo    |
| ---- | ------------------ | ------------ | -------- |
| 1    | Joaquim Rodríguez  | Katusha Team | 7h17'29" |
| 2    | Samuel Sánchez     | Euskaltel    | a 7"     |
| 3    | David Lopez Garcia | Movistar     | a 17"    |

### 3ª tappa
- 5 agosto: Pradoluendo > Belorado (cron. a squadre) – 11,6 km

| Pos. | Squadra        | Tempo |
| ---- | -------------- | ----- |
| 1    | Movistar Team  | 9'54" |
| 2    | Katusha Team   | a 10" |
| 3    | Acqua & Sapone | a 13" |

| Pos. | Corridore          | Squadra      | Tempo    |
| ---- | ------------------ | ------------ | -------- |
| 1    | Joaquim Rodríguez  | Katusha Team | 7h27'33" |
| 2    | Sergio Pardilla    | Movistar     | a 7"     |
| 3    | David Lopez Garcia | Movistar     | s.t.     |

### 4ª tappa
- 6 agosto: Roa de Duero > Clunia – 168 km

| Pos. | Corridore      | Squadra      | Tempo    |
| ---- | -------------- | ------------ | -------- |
| 1    | Daniel Moreno  | Katusha Team | 3h44'28" |
| 2    | Samuel Sánchez | Euskaltel    | a 1"     |
| 3    | Pablo Lastras  | Movistar     | s.t.     |

| Pos. | Corridore          | Squadra      | Tempo     |
| ---- | ------------------ | ------------ | --------- |
| 1    | Joaquim Rodríguez  | Katusha Team | 11h12'02" |
| 2    | David Lopez Garcia | Movistar     | a 7"      |
| 3    | Pablo Lastras      | Movistar     | a 8"      |

### 5ª tappa
- 7 agosto: Areniscas de los Pinares > Lagunas de Neila – 155 km

| Pos. | Corridore         | Squadra      | Tempo    |
| ---- | ----------------- | ------------ | -------- |
| 1    | Mikel Landa Meana | Euskaltel    | 4h00'20" |
| 2    | Juan José Cobo    | Geox-TMC     | a 3"     |
| 3    | Joaquim Rodríguez | Katusha Team | a 12"    |

| Pos. | Corridore         | Squadra      | Tempo     |
| ---- | ----------------- | ------------ | --------- |
| 1    | Joaquim Rodríguez | Katusha Team | 15h12'34" |
| 2    | Daniel Moreno     | Katusha Team | a 36"     |
| 3    | Juan José Cobo    | Geox-TMC     | a 45"     |

## Classifiche finali

### Classifica generale
| Pos. | Corridore          | Squadra           | Tempo     |
| ---- | ------------------ | ----------------- | --------- |
| 1    | Joaquim Rodríguez  | Katusha Team      | 15h12'34" |
| 2    | Daniel Moreno      | Katusha Team      | a 36"     |
| 3    | Juan José Cobo     | Geox-TMC          | a 45"     |
| 4    | Samuel Sánchez     | Euskaltel-Euskadi | a 1'23"   |
| 5    | Fabrice Jeandesboz | Saur-Sojasun      | a 1'52"   |
| 6    | David Lopez Garcia | Movistar Team     | a 1'58"   |
| 7    | Pablo Lastras      | Movistar Team     | a 2'06"   |
| 8    | Igor Antón         | Euskaltel-Euskadi | a 2'25"   |
| 9    | Sergio Pardilla    | Movistar Team     | a 2'34"   |
| 10   | Mikel Nieve        | Euskaltel-Euskadi | a 2'55"   |